# Wanda Kozera-Hyży
Wanda Kozera-Hyży – polska aktorka filmowa i pantomimiczna.

## Życiorys
Wanda Kozera-Hyży brała udział w teledyskach Izabeli Trojanowskiej, programach dla dzieci (m.in. w Tik-Taku), w programach oświatowych redakcji historycznej, takich jak Poczet Królów Polskich i spektaklach Teatru Eksperymentalnego Telewizji.
W latach 80. XX wieku występowała w Teatrze pantomimy „Studio-Kineo” w Warszawie, który prowadził jej mąż, Krzysztof. W 1990 placówka przekształciła się w Centrum Sztuki, w którym znalazły się również galeria i kabarety.
Wanda Kozera-Hyży znana jest jednak najbardziej z roli robota kolejkowego „Eva 1” w serialu Alternatywy 4.

## Filmografia
- Alternatywy 4 (1983) jako robot kolejkowy Eva 1[3]